# Commercy
Commercy là một xã trong vùng Grand Est, thuộc tỉnh Meuse, quận Commercy, tổng Commercy. Tọa độ địa lý của xã là 48° 45' vĩ độ bắc, 05° 35' kinh độ đông. Xã là trụ sở hành chính của quận Commercy và tổng Commercy.

## Các thành phố kết nghĩa
- Hockenheim, Đức